# Bledar Kola
Bledar Kola (ur. 1 sierpnia 1972 w Lezhy) – albański piłkarz grający na pozycji pomocnika, reprezentant kraju, obecnie trener.

## Kariera
Piłkarz ten występował tylko w takich klubach jak: Partizani Tirana, KS Elbasani – w Albanii. APO Panargiakos, Apollon Smyrnis, Panathinaikos AO, AEK Ateny, Kallithea FC – w Grecji.
W reprezentacji swojego kraju wystąpił 39 razy, strzelając 6 goli – 3 Niemcom, 2 Łotyszom, 1 Gruzinom.
Od 2005 pełni funkcję trenera drużyny juniorskiej AEK Ateny.

## Sukcesy

### Klub
- Puchar Grecji

Mistrz (1): 2002